# Spoorlijn Marquion - Aubencheul-au-Bac
De Spoorlijn Marquion - Aubencheul-au-Bac was een Franse spoorlijn van Marquion naar Aubencheul-au-Bac. De lijn was 8 km lang.

## Geschiedenis
De lijn werd aangelegd door de Deutsches Heer in 1917, na de Eerste Wereldoorlog is de lijn nog een aantal jaar gebruikt en rond 1930 opgebroken.

## Aansluitingen
In de volgende plaatsen was er een aansluiting op de volgende spoorlijnen:
Marquion
RFN 259 656, spoorlijn tussen Boisleux en Cambrai
Aubencheul-au-Bac
RFN 259 000, spoorlijn tussen Saint-Just-en-Chaussée en Douai